# Оспедалетто-Лодиджано
Оспедалетто-Лодиджано (итал. Ospedaletto Lodigiano) — коммуна в Италии, располагается в регионе Ломбардия, подчиняется административному центру Лоди.
Население составляет 1574 человека, плотность населения составляет 197 чел./км². Занимает площадь 8 км². Почтовый индекс — 20080. Телефонный код — 0377.
Покровителями коммуны почитаются святые апостолы Пётр и Павел, празднование 29 июня.